# Lisbeth Hummel
Pour les articles homonymes, voir Hummel.
Lisbeth Hummel est une actrice danoise née à Copenhague en 1952.

## Filmographie
- 1974 : Dis-moi que tu m'aimes, de Michel Boisrond
- 1974 : Serre-moi contre toi, j'ai besoin de caresses de Raoul André
- 1975 : La Bête de Walerian Borowczyk
- 1976 : Larguez les amarres ! de Roger Dallier (TV)
- 1977 : L'Aigle et la Colombe de Claude Bernard-Aubert
- 1977 : La bella e la bestia (it) de Luigi Russo
- 1991 : Le diaboliche de Luigi Russo